# Jens Stoltenberg

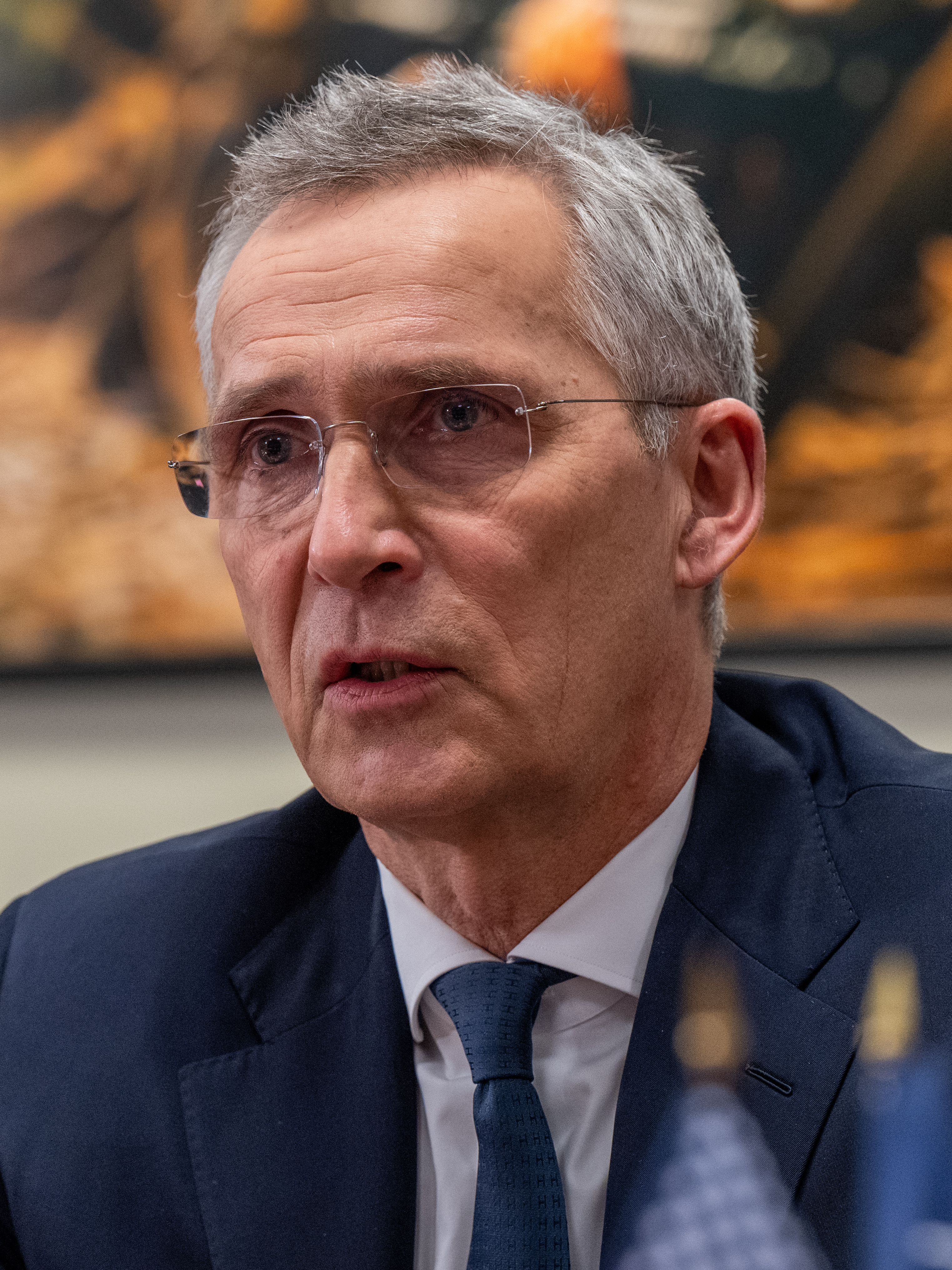
Jens Stoltenberg, 2023

Jens Stoltenberg (* 16. März 1959 in Oslo) ist ein norwegischer Politiker der sozialdemokratischen Arbeiderpartiet (Ap) und war von 2014 bis 2024 NATO-Generalsekretär. Er war von März 2000 bis Oktober 2001 (Regierung Stoltenberg I) und von Oktober 2005 bis Oktober 2013 (Regierung Stoltenberg II) der Ministerpräsident Norwegens (Statsminister). Zwischen 1991 und 2014 saß er als Abgeordneter im Storting und von 2002 bis 2014 stand er der Arbeiderpartiet vor. Seit Februar 2025 ist er der Finanzminister seines Landes.

## Leben
Jens Stoltenberg ist Sohn des früheren norwegischen Verteidigungs- und Außenministers Thorvald Stoltenberg und Karin Stoltenberg (geb. Heiberg). Er hat zwei Schwestern, Nini und Camilla. Seine Tante mütterlicherseits war die Nahost-Expertin Marianne Heiberg, die mit dem ehemaligen Verteidigungs- bzw. Außenminister Norwegens Johan Jørgen Holst verheiratet war. Von 1961 bis 1964 lebte er in Belgrad, da sein Vater in der norwegischen Botschaft in Jugoslawien als Diplomat tätig war. Dort hatten seine Eltern einen schweren Autounfall und Jens Stoltenberg wurde von seiner Mutter nach ihrer Rückkehr aus dem Krankenhaus mit Staphylokokken angesteckt und dadurch selbst schwer krank.
Er besuchte die Rudolf-Steiner-Schule und die angesehene Oslo katedralskole. Im Jahr 1978 schloss er die Schule mit Hochschulreife ab. Bis 1987 studierte Stoltenberg Wirtschaftswissenschaften an der Universität Oslo. Seinen Wehrdienst leistete er von 1979 bis 1980 ab. Zwischen 1979 und 1981 arbeitete er in Teilzeit als Journalist bei der norwegischen Zeitung Arbeiderbladet. Von 1989 bis 1990 war Stoltenberg bei der Statistikbehörde Statistisk sentralbyrå (SSB) und als Dozent für Volkswirtschaftslehre an der Universität Oslo tätig.
Stoltenberg ist seit 1987 mit der Diplomatin Ingrid Schulerud verheiratet und hat zwei Kinder. Seine Tochter Catharina Stoltenberg ist Teil des Musikduos Smerz. Er gehört weder der norwegischen Kirche noch einer anderen Glaubensgemeinschaft an, bezeichnet sich jedoch auch nicht als Atheisten.

## Politische Laufbahn
Während seines Studiums war Stoltenberg in der Arbeiderpartiet-Parteijugend Arbeidernes Ungdomsfylking (AUF) aktiv. In den Jahren von 1979 bis 1989 war Stoltenberg dort Vorstandsmitglied. Während seiner Zeit in der AUF engagierte er sich unter anderem gegen die NATO. Zwischen 1985 und 1989 fungierte er als AUF-Vorsitzender sowie als Vizepräsident der Sozialistischen Jugendinternationale (IUSY). Ab 1985 gehörte er zudem dem Arbeiderpartiet-Vorstand an, wo er erst im Jahr 2014 wieder ausschied. Stoltenberg war von 1990 bis 1992 Vorsitzender der Arbeiderpartiet in Oslo.
Im Jahr 2000 wurde bekannt, dass Stoltenberg ab Ende der 1970er-Jahre in Kontakt mit Mitarbeitern der sowjetischen Botschaft in Oslo stand. Darunter war unter anderem der KGB-Agent Boris Kirillov, mit dem er sich in der zweiten Hälfte der 1980er-Jahre häufiger traf. Kirillovs Auftrag war es, Norweger als Agenten zu rekrutieren. Stoltenberg bekam einen Eintrag in den KGB-Akten mit dem Codenamen Steklov. Stoltenberg selbst sagte, er wusste, dass es sich bei Kirillov vermutlich um einen Agenten handelte und er zu dieser Zeit auch keine Staatsgeheimnisse kannte, die er hätte erzählen können.
Nach eigenen Angaben ist er in den 1970er-Jahren an Protesten gegen den Vietnamkrieg beteiligt gewesen. Er habe Steine auf eine US-Botschaft geworfen.

### Staatssekretär und Abgeordneter (1990–1993)
Bei der Parlamentswahl 1989 verpasste Stoltenberg im Wahlkreis Oslo den direkten Einzug in das norwegische Nationalparlament Storting. Er wurde stattdessen Vararepresentant, also Ersatzabgeordneter. Am 12. November 1990 wurde er zum Staatssekretär im Ministerium für Umweltschutz ernannt. Als solcher war er in der Regierung Brundtland III bis zum 22. November 1991 unter Minister Thorbjørn Berntsen tätig. Ab dem 22. November 1991 rückte Stoltenberg vertretungsweise für den Rest der bis Herbst 1993 andauernden Legislaturperiode als Abgeordneter ins Storting nach. Dort vertrat er seinen Parteikollegen Bjørn Tore Godal, der als Minister sein Mandat ruhen lassen musste. Stoltenberg wurde Mitglied im Sozialausschuss des Parlaments. Von 1990 bis 1992 arbeitete er auch in einer Verteidigungskommission mit, deren Aufgabe es war, sich mit der Rolle des norwegischen Militärs nach Zusammenbruch der ehemaligen Sowjetunion auseinanderzusetzen.
Als sich im Jahr 1992 Gro Harlem Brundtland vom Posten der Parteivorsitzenden der Arbeiderpartiet zurückzog, erklärte sie Stoltenberg zu ihrem Wunschnachfolger. Stoltenberg entschied sich allerdings gegen eine Kandidatur. Stattdessen wurde Thorbjørn Jagland neuer Vorsitzender.

### Minister (1993–1997)
Bei der Wahl 1993 gelang Stoltenberg erstmals der direkte Einzug ins Storting. Am 7. Oktober 1993 wurde er zum Wirtschafts- und Energieminister in der Regierung Brundtland III ernannt. Nach dem Rücktritt Brundtlands und der Bildung der Regierung Jagland übernahm Stoltenberg am 25. Oktober 1996 das Amt des Finanzministers. Als solcher blieb er bis zum Rücktritt der Regierung am 17. Oktober 1997 im Amt. Im Storting wurde er aufgrund seiner Regierungsmitgliedschaft von Parteikollegen, unter anderem von Anders Hornslien, vertreten.
Nach dem Regierungswechsel, die der Stortingswahl 1997 folgte, kehrte er zu seiner Tätigkeit als Abgeordneter ins Parlament zurück. Dort stand er von Oktober 1997 bis Februar 2000 dem Energie- und Umweltausschuss vor. Von Februar bis März 2000 fungierte er als Fraktionsvorsitzender der Arbeiderpartiet-Gruppierung im Parlament.

### Ministerpräsident

#### Erste Amtszeit (2000–2001) und Wahl zum Parteivorsitzenden

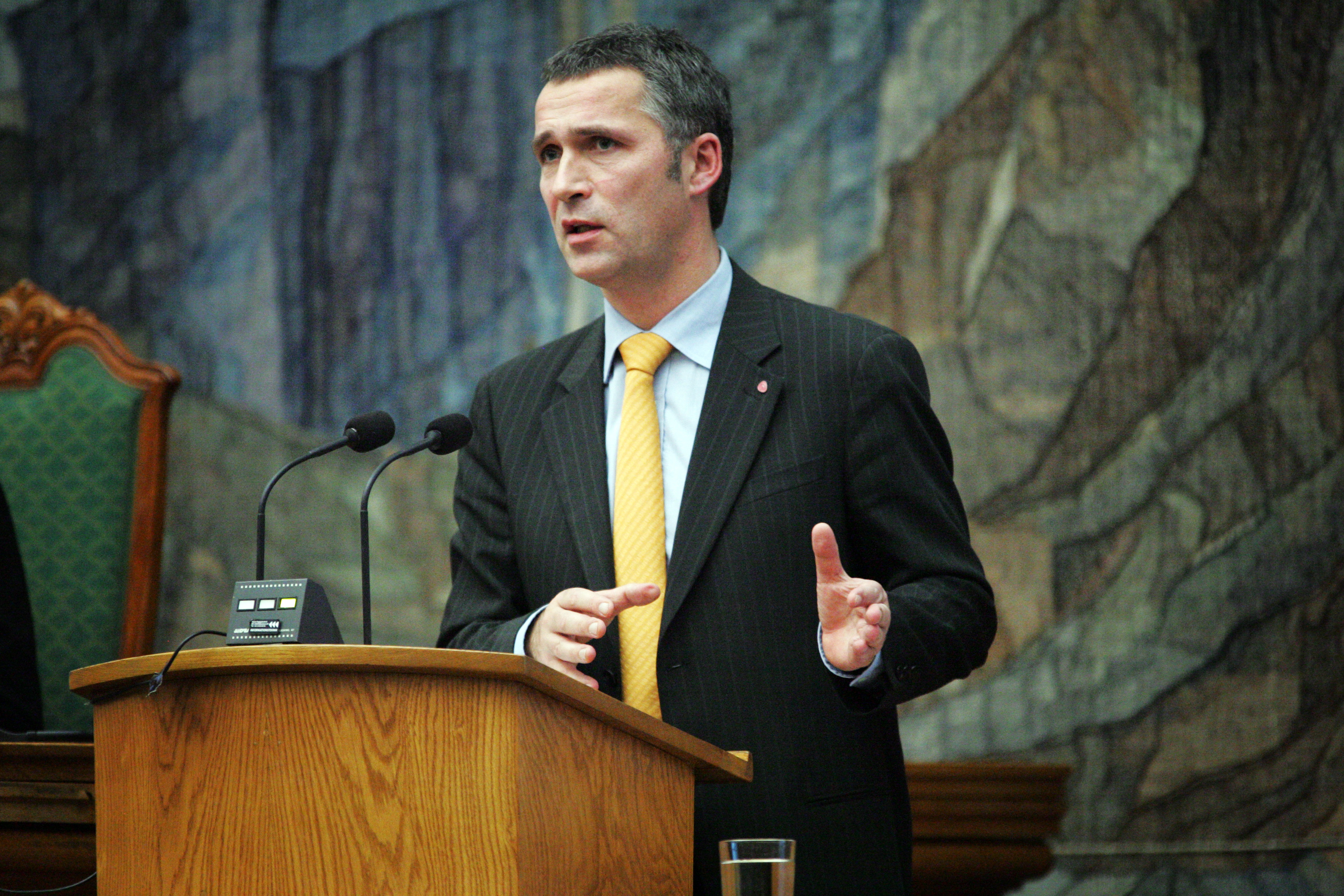
Stoltenberg bei einem Treffen des Nordischen Rats, 2006

Am 17. März 2000 wurde Stoltenberg während der laufenden Legislaturperiode neuer Ministerpräsident (Statsminister) und damit im Alter von 41 Jahren der bis dahin jüngste Inhaber dieses Amtes in der norwegischen Geschichte. Zuvor hatte Ministerpräsident Kjell Magne Bondevik von der Kristelig Folkeparti (KrF) bei einer Vertrauensfrage keine Mehrheit erhalten. In seiner Amtszeit versuchte Stoltenberg vor allem, eine Verwaltungsreform durchzusetzen. Dies führte zu einer Reform von Krankenhäusern, Polizei und Verteidigung sowie einer Neuregelung der Mehrwertsteuer. Außerdem wurde in seiner Zeit eine Regelung eingeführt, dass die staatlichen Einnahmen aus dem norwegischen Ölgeschäft in den staatlichen Pensionsfonds fließen müssen. Die meisten dieser angegangenen Reformen kamen bei der Bevölkerung nicht gut an. Während seiner Amtszeit wurde Norwegen zu einem der größten Geberländer für die Global Alliance for Vaccines and Immunisation (GAVI). Im Jahr 2001 wurde er Mitglied im Board of Directors der Organisation.
Bei der Parlamentswahl 2001 kam es zu einer Wahlniederlage der Arbeiderpartiet. Die Partei erhielt bei der Wahl das bis dahin schlechteste Ergebnis seit Ende des Zweiten Weltkriegs. Stoltenberg und seine Regierung traten daraufhin zurück und der KrF-Politiker Kjell Magne Bondevik wurde am 19. Oktober 2001 erneut Ministerpräsident. Stoltenberg kehrte nach seiner Zeit als Regierungschef ins Storting zurück. Dort gehörte er die gesamte Legislaturperiode lang bis Herbst 2005 dem Außenausschuss an; er fungierte als Fraktionsvorsitzender.
Durch die Wahlniederlage im Jahr 2001 wurde der zwischen Thorbjørn Jagland und Stoltenberg bereits in seinen Anfängen vorhandene Führungsstreit in der Arbeiderpartiet weiter verstärkt. In einer Autobiografie aus dem Jahr 2016 schrieb Stoltenberg, dass er in der Folge an Treffen teilnahm, in denen besprochen wurde, wie man Jagland aus dem Amt des Parteivorsitzenden entfernen könnte. Im Vergleich zu Jagland wurde Stoltenberg als der bessere Rhetoriker angesehen und im November 2002 wurde er zum neuen Parteivorsitzenden gewählt. In den Monaten nach Stoltenbergs Wahl konnte sich die Arbeiderpartiet in den Wahlumfragen kaum verbessern.

#### Zweite Amtszeit (2005–2013)
Bei der Parlamentswahl 2005 war Stoltenberg der Spitzenkandidat seiner Partei. Im Jahr 2003 ging er eine Zusammenarbeit mit den Parteien Sosialistisk Venstreparti (SV) und Senterpartiet (Sp) ein. Dieses Parteienbündnis trat im Wahlkampf mit dem Ziel an, eine Mehrheitsregierung mit einer gemeinsamen Plattform zu bilden. Bei der Wahl gelang es den drei Parteien, eine Mehrheit im Parlament zu erhalten. Gestützt auf eine Koalition der drei Parteien wurde Stoltenberg am 17. Oktober 2005 erneut Ministerpräsident in der Regierung Stoltenberg II. Stoltenberg wurde dabei der erste Ministerpräsident seiner Partei seit 1945, der eine Regierungskoalition einging. Bei der Wahl 2009 gelang es den Regierungsparteien, die Mehrheit im Parlament zu behalten, und Stoltenberg setzte seine Amtszeit als Ministerpräsident fort.
Im Jahr 2010 verhandelte er mit dem damaligen russischen Präsidenten Dmitri Medwedew über eine seit 40 Jahren umstrittene Grenze in der Barentssee. Sie konnten sich dabei auf einen Grenzverlauf einigen, bei dem beide Parteien einen ungefähr gleich großen Anteil am Gebiet, in dem sich Öl- und Gasvorkommen befinden, erhielten.
In Stoltenbergs zweite Regierungszeit fielen die Anschläge in Norwegen 2011. Während diesen Anschlägen wurden auf der Insel Utøya, die die Arbeiderpartiet für Ausflüge ihrer Parteijugend AUF nutzt, auch persönliche Bekannte Stoltenbergs ermordet. In seiner Rede nach dem Anschlag sagte er, dass die Antwort auf die Gewalt noch mehr Demokratie und noch mehr Offenheit sein solle, aber nie Naivität. Für seine Reaktion und Reden nach den Anschlägen erhielt er viel Rückhalt in der Bevölkerung. Eine Untersuchungskommission des Parlaments kritisierte jedoch im Anschluss, dass es den Behörden nicht gelang, die Bevölkerung vor einem Terroranschlag zu beschützen. Stoltenberg übernahm die Verantwortung für die Fehler dieser Zeit, er schloss jedoch einen Rücktritt aus. Er gab an, die Situation aus dem Amt heraus verbessern zu wollen.
Während seiner Amtszeit stiegen die Verteidigungsausgaben Norwegens an. Im Gegensatz zu seinem Koalitionspartner Senterpartiet war er Befürworter der norwegischen Mitgliedschaft im Europäischen Wirtschaftsraum (EWR) und er lehnte eine von seinem Koalitionspartner geforderte Neuverhandlung des Vertrags ab.
Bis 2012 wurde Stoltenberg in Umfragen häufig zum beliebtesten Politiker des Landes gewählt. Zur Stortingswahl 2013 hin sanken die Zustimmungswerte der Regierung jedoch. Bei der Wahl erhielt die Partei schließlich ihr bis dahin zweitschlechtestes Ergebnis seit 1924. Die Regierung Stoltenberg II trat im Anschluss an die Wahl zurück und wurde von der bürgerlichen Regierung Solberg abgelöst. Stoltenberg, der sein Mandat im Storting ab 2005 hatte ruhen lassen müssen, kehrte daraufhin als Abgeordneter in das Parlament zurück. Dort wurde er Fraktionsvorsitzender der Arbeiderpartiet-Fraktion.

### NATO-Generalsekretär (2014–2024)

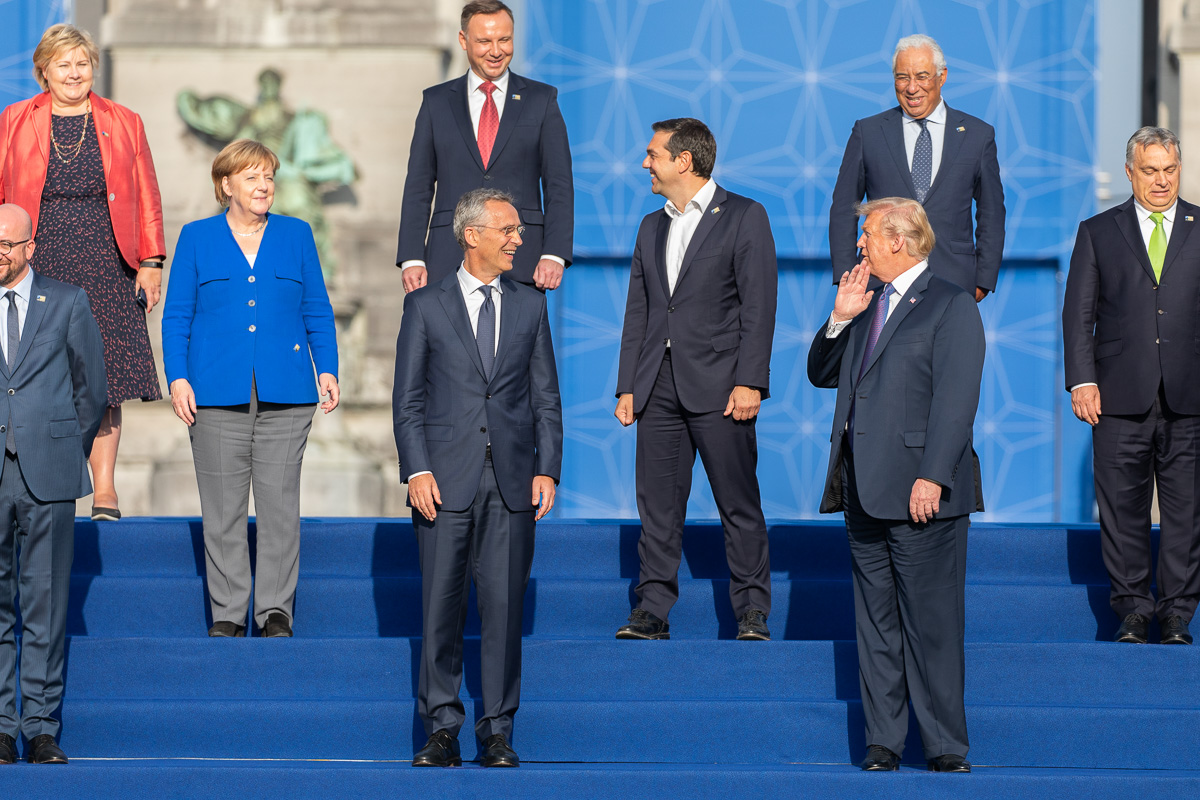
NATO-Generalsekretär Jens Stoltenberg mit Donald Trump und Angela Merkel am 11. Juli 2018

Am 28. März 2014 bestimmte der Nordatlantikrat Stoltenberg zum neuen NATO-Generalsekretär. Er wurde bei seiner Bewerbung unter anderem von Barack Obama und Angela Merkel unterstützt. Er selbst gab an, zunächst keine direkte Absicht auf eine Kandidatur gehabt zu haben, aber von verschiedenen Regierungschefs überzeugt worden zu sein. Im Juni 2014 schied Stoltenberg aus dem Storting aus und Jonas Gahr Støre wurde zu seinem Nachfolger als Parteivorsitzender der Arbeiderpartiet gewählt. Am 1. Oktober 2014 übernahm Stoltenberg das Amt des Dänen Anders Fogh Rasmussen.
Vom 11. bis 14. Juni 2015 nahm er an der 63. Bilderberg-Konferenz in Telfs-Buchen in Österreich teil. Er merkte zu dieser Zeit ein zunehmend aggressives Verhalten Russlands an, wies jedoch eine direkte Bedrohung des Militärbündnisses durch das Land zurück. Stoltenberg forderte von den NATO-Mitgliedsstaaten eine Erhöhung ihrer Verteidigungsausgaben. So sagte er 2018, nachdem Deutschland höhere Ausgaben ankündigte, dass er weitere Erhöhungen erwarte. Ziel solle es sein, die von NATO-Mitgliedsländern geforderten zwei Prozent des Bruttoinlandsprodukts für Militärausgaben zu erreichen.
Nach dem Putschversuch in der Türkei 2016 verurteilte Stoltenberg den Putschversuch und äußerte Unterstützung für die gewählte Regierung unter Präsident Recep Tayyip Erdoğan. Im Oktober 2019 forderte er, dass die türkische Offensive in Nordsyrien beschränkt gehalten werden soll, um die Region nicht weiter zu destabilisieren.
Im Jahr 2018 wurde seine Amtszeit bis Herbst 2020 verlängert. Im März 2019 folgte eine erneute Verlängerung um weitere zwei Jahre bis Herbst 2022. Im Dezember 2021 wurde bekannt, dass Stoltenberg sich für den Posten als Chef der norwegischen Zentralbank Norges Bank beworben hatte. Seine Bewerbung galt wegen enger Verbindungen zur Regierung Støre als umstritten, da das norwegische Finanzministerium für die Entscheidung zuständig war. Ministerpräsident Jonas Gahr Støre erklärte, dass er in dem Vorgang als befangen gelte. Am 4. Februar 2022 wurde Stoltenberg mit Wirkung ab Dezember 2022 zum neuen Zentralbankchef ernannt. Zuvor hatte Stoltenberg mitgeteilt, dass er frühestens zum 1. Oktober 2022, also nach seiner Zeit bei der NATO, antreten könne. Die Norges-Bank-Vizechefin Ida Wolden Bache, die eine Gegenkandidatin Stoltenbergs im Bewerbungsprozess gewesen war, übernahm deshalb im März 2022 den Posten kommissarisch.
Im März 2022 (kurz nach dem Beginn des völkerrechtswidrigen Angriffskriegs Russland auf die Ukraine) informierte Stoltenberg das Finanzministerium darüber, dass es zu einer Verlängerung seiner Amtszeit bei der NATO kommen könnte. Am 24. März 2022 wurde seine eigentlich zum 30. September 2022 auslaufende Amtszeit wegen dieses Angriffskriegs um ein Jahr verlängert. Stoltenberg erklärte zugleich seinen Verzicht auf den Posten als Chef der norwegischen Zentralbank. Am 4. Juli 2023 wurde seine auslaufende Amtszeit erneut um ein Jahr bis zum 1. Oktober 2024 verlängert. An diesem Tag wurde er schließlich von Mark Rutte im Amt des Generalsekretärs abgelöst. Am 22. Oktober 2024 wurde er vom deutschen Verteidigungsminister Boris Pistorius mit einem Großen Zapfenstreich der Bundeswehr geehrt. Im Oktober 2024 wurde bekannt, dass Stoltenberg Chairman der Münchner Sicherheitskonferenz werden soll. Er soll dieses Amt nach Beendigung seiner Amtszeit als norwegischer Finanzminister antreten.

### Erneut Minister (seit 2025)
Am 4. Februar 2025 wurde er zum Finanzminister in der Regierung Støre ernannt. Stoltenberg wurde Nachfolger des Senterpartiet-Politikers Trygve Slagsvold Vedum, der aufgrund des Regierungsaustritts der Senterpartiet aus dem Amt ausschied.

## Auszeichnungen
- 2005 erhielt Jens Stoltenberg aufgrund seines Engagement für Impfungen den Preis für Kindergesundheit des norwegischen Verbandes von Kinderärzten.[54]
- 2013 wurde ihm der internationale Willy-Brandt-Preis verliehen.
- 2019 wurde ihm die Manfred-Wörner-Medaille verliehen.
- 2022 erhielt Jens Stoltenberg den Ewald-von-Kleist-Preis auf der Münchner Sicherheitskonferenz.[55]
- 2023 erhielt er den Henry-Kissinger-Preis der American Academy in Berlin.[56]
- 2024 erhielt Stoltenberg den Eric-M.-Warburg-Preis der Atlantik-Brücke. Die Laudatio hielt Irina Scherbakowa. Boris Pistorius überreichte den Preis.[57]
- 2024 wurde Stoltenberg von US-Präsident Joe Biden im Rahmen des NATO-Gipfels in Washington die Presidential Medal of Freedom verliehen.
- 2024 wurde Stoltenberg von Bundespräsident Frank-Walter Steinmeier das Großkreuz des Verdienstordens der Bundesrepublik Deutschland verliehen.[58]
- 2024 wurde Stoltenberg als Kommandeur mit Großkreuz des Nordstern-Ordens ausgezeichnet.[59]

## Trivia
Stoltenberg ist am Ende des Fantasyfilms Trollhunter (2010) zu sehen.

## Dokumentationen
- Facing War (2025), Regie: Tommy Gulliksen. Der Dokumentarfilm begleitet Stoltenberg in seinem letzten Jahr als NATO-Generalsekretär.[60]